# The Avant-Garde
| Recensione                | Giudizio |
| ------------------------- | -------- |
| AllMusic                  | [ 1 ]    |
| The Penguin Guide to Jazz | [ 2 ]    |

The Avant-Garde è un album discografico dei musicisti jazz John Coltrane e Don Cherry, pubblicato nel 1966 dalla Atlantic Records.

## Descrizione
Il disco vede Coltrane cimentarsi nell'esecuzione di composizioni di Ornette Coleman e di Thelonious Monk accompagnato dai membri del quartetto abituale (Don Cherry, Charlie Haden e Ed Blackwell). L'album venne assemblato unendo insieme il materiale inedito proveniente da due sedute di registrazione tenutesi agli Atlantic Studios di New York City il 28 giugno e l'8 luglio 1960. Sebbene contenesse tracce ormai vecchie di ben 6 anni, la Atlantic decise di pubblicare l'album riesumando il vecchio materiale registrato da Coltrane quando ancora era sotto contratto con loro, per sfruttare la fama del musicista che era molto cresciuta nel corso degli anni sessanta, senza avere l'approvazione o l'autorizzazione del sassofonista.
L'album è stato pubblicato anche con una copertina differente che enfatizza maggiormente la presenza di Don Cherry sull'album.

## Tracce
Lato 1
1. Cherry-Co – 6:47 (Don Cherry)
2. Focus on Sanity – 12:15 (Ornette Coleman)

Durata totale: 19:02
Lato 2
1. The Blessing – 7:53 (Ornette Coleman)
2. The Invisible – 4:15 (Ornette Coleman)
3. Bemsha Swing – 5:05 (Thelonious Monk)

Durata totale: 17:13

## Formazione
- John Coltrane — sassofono tenore e sassofono soprano
- Don Cherry — cornetta
- Charlie Haden — contrabbasso in Cherry-Co, e The Invisible
- Percy Heath — contrabbasso in Focus on Sanity, The Blessing, e Bemsha Swing
- Ed Blackwell — Batteria